# 明石家さんまプロデュース 今回もコントだけ
明石家さんまプロデュース 今回もコントだけ（あかしや - こんかい - ）は、1992年から2014年までほぼ毎年、大阪市と東京都で明石家さんまが主催したコントライブ。

## 出演者

### レギュラー
- 明石家さんま
- 村上ショージ
- ラサール石井
- 松尾伴内
- 内山信二

### 準レギュラー
- ジミー大西
- Mr.オクレ
- 山田花子（13回・14回・15回・16回）

### ゲスト
- 中村玉緒（第13回）

## 概要
- 明石家さんまがその仲間と一緒にトークやコント、音楽演奏を行う舞台公演。毎年10月から11月に東京都の恵比寿ザ・ガーデンホールと、大阪市のIMPホールにて行われる。
- 第14回に関しては、2007年のさんまのスケジュールが合わず、2008年の3月と4月に行われた。
- 第16回の東京の3月11日〜13日の公演に関しては、東日本大震災のため5月4日〜6日に延期されて行なわれた。収益は義援金として寄付され、公演の中でさんまは「義援金のためノーギャラになった」と話している。
- 公式サイトは2014年公演を最後に更新がストップしている。

## 公演リスト
1. 1992年：今回は、コントだけ（明石家さんま・ラサール石井・村上ショージ・松尾伴内・ジミー大西）
2. 1993年：今回も・コントだけ（明石家さんま・ラサール石井・村上ショージ・松尾伴内・ジミー大西）
3. 1994年：今回が・コントだけ（明石家さんま・ラサール石井・村上ショージ・松尾伴内・ジミー大西）
4. 1995年：今回こそコントだけ ネェちゃんケツさわったろかい イヤンやめて やめろと言われても ドゥドゥドゥードゥ 今では遅すぎる SPECIAL（明石家さんま・ラサール石井・村上ショージ・松尾伴内・ジミー大西）
5. 1996年：今回もコントだけや ちゅーねん それから次回もや…（明石家さんま・ラサール石井・村上ショージ・松尾伴内・ジミー大西）
6. 1997年：今回もコントだけや そんなアホなことあるかい…アッ、ほんまや（明石家さんま・ラサール石井・村上ショージ・松尾伴内・内山信二）
7. 1998年：前回もコントだけ コントやらなアイツに何言われるかわからへんSPECIAL（明石家さんま・ラサール石井・村上ショージ・松尾伴内・内山信二）
8. 2000年：コントだけ今回も ミレニアムでも何も変わるかいアホ（明石家さんま・ラサール石井・村上ショージ・松尾伴内・内山信二 ゲスト：Mr.オクレ）
9. 2001年：今回もなんとコントだけ ちょっとそこのコメディアン 人生これからどうするの…（明石家さんま・ラサール石井・村上ショージ・松尾伴内・内山信二）
10. 2002年：10年目の今回もコントだけ 形は古いがシケには強いスペシャル（明石家さんま・ラサール石井・村上ショージ・松尾伴内・内山信二 ゲスト：Mr.オクレ・ジミー大西）
11. 2004年：今回もコントだけ! まぁキレイな頭皮SPECIAL（明石家さんま・ラサール石井・村上ショージ・松尾伴内・内山信二）
12. 2005年：今回もコントだけ ネェ金曜日って何曜日？火曜かな？スペシャル（明石家さんま・ラサール石井・村上ショージ・松尾伴内・内山信二）
13. 2006年：今回もコントだけ 本当にあった怖くない話 そしたら普通の話やろスペシャル（明石家さんま・ラサール石井・村上ショージ・松尾伴内・内山信二・ジミー大西 ゲスト：山田花子・中村玉緒）
14. 2008年：今回もコントだけ 髪の毛染めたら加藤鷹に間違えられたSP（明石家さんま・ラサール石井・村上ショージ・松尾伴内・内山信二 ゲスト：山田花子）
15. 2010年：今回もコントだけ 流動食系がお送りする 半年間の流動食はつらいけど 男前になったか？スペシャル（明石家さんま・ラサール石井・村上ショージ・松尾伴内・内山信二・ジミー大西 ゲスト：山田花子）
16. 2011年：今回もコントだけ あやふやなままで・・・まさかあいつまでSP（明石家さんま・ラサール石井・村上ショージ・松尾伴内・内山信二・ジミー大西 ゲスト：山田花子）
17. 2013年:今回もコントだけ…しか出来ません!! 49歳の女に「孤独死が、恐い」と言われ「見つけたこっちの方が、恐いわ」と言ってしまいましたSP（明石家さんま・ラサール石井・村上ショージ・松尾伴内・内山信二・ジミー大西 ゲスト：山田花子）
18. 2014年:「恋は、焦らずタイミングを待ちます。」 60才で引退するわけは無いやろSP（明石家さんま・ラサール石井・村上ショージ・松尾伴内・内山信二・ジミー大西 ゲスト：山田花子）

## 内容
内容は毎年異なるものの、流れはほぼ一緒である。
この公演は3時間を越えることが当たり前となっており、夜の部（夜7時開演）ではアクシデントも発生している（下記参照）。

### 八木亜希子による説明
本日の演奏内容や前置きを、さんまと非常に仲の良い八木亜希子によるナレーションとして会場に流すのが恒例となっている。コントの間に流される場合もある。

### オープニング
八木の「これからたっぷりと、ウンザリしていただきます。」という言葉と共に、舞台にスクリーンが映し出され、出演者の画像が流れる。
- このとき、必ずといっていいほど、幼少時のラサール石井の写真（おぼっちゃん姿）が登場する。
- 村上ショージは、「村上ショージ（新人）」と紹介される。
- この映像が流れているとき、決まったオープニングソングが幕が上がるまで流れるのだが、なぜか大阪公演の時だけ、お客全員が手拍子をする。これには明石家さんまも驚いている（14回での発言）。
- 第13回公演では、オープニングにて『卒業写真』を演奏することから、出演者の卒業写真が流された（「名前に“ミン”が付く楽器」を使った演奏だったのでユーミンと掛けた、とのことだが、お客は一切気付かずにネタをばらした後に気付いた）。
- 舞台の前に起きた出演者の事件や出来事を流すことが多い。第14回公演では、前年の内山信二によるスキャンダル事件の記事が映された。
- 第15回公演では、ジミー大西が整形をしたということで、メンバーが「なりたい顔（つまり俳優や女優）」に近づけるとなると、どんな顔になるか？ を整形外科にお願いして合成写真を作ってもらい、それが紹介VTRになった。
- 第16回公演では、山田花子が結婚、ラサール石井が離婚という婚約絡みのニュースがあったので、インターネットにあるフリーソフトで「相性の良い芸能人」を紹介。

### オープニングトーク＆音楽演奏
前半は基本的にテレビやラジオでは披露していない内容をさんま主体でトークする（と言っても後にテレビで披露する話もする）。このコーナーで1時間を超えてしまうことがあり、第14回公演に関しては、事前に「オープニング（音楽演奏）は85分あります」とアナウンスしている。あまりに話が伸びてしまったために、さんま以下出演者は深く反省し、「こんなもんプロ失格や」と呟くのが恒例となっており、また、夜公演に関しては、劇場内の駐車場の時間制限もあるために、「トークはマキで行くぞ」と最初に話す。テレビではあまり聞けない、さんまのブラックジョークが聞けるのも特徴。
トーク後の音楽演奏では、普通の楽器ではなく、一味違うものを使用する。これに関しては、メンバーに関わりのあるアイテムや、その後のコントに影響する。
- 第12回 - 哺乳瓶
- ○この年松尾伴内夫婦に双子の子供が誕生したので、哺乳瓶を使って演奏。（哺乳瓶には音が鳴るように細工されている）
- 第13回 - 名前に“ミン”がつくもの（例：ジュラルミンケース、テルミン、ミンミン等）
- ○これは、オープニングでメンバーの卒業式の写真でスタートしたので、ユーミンの「卒業写真」と引っ掛けて、“ミン”がつくものを集めて演奏。（卒業写真も演奏）
- 第14回 - 木魚、鐘
- ○木魚と鐘で演奏しようとした理由は不明だが、木魚を音階に揃えるために探すのは大変だったと発言している。この時は、エレクトリカルパレード（ディズニー）と、マイケル・ジャクソンのスリラーを演奏。（この際マイケル・ジャクソンをいじる）。この回はディズニーコントと、ゾンビコントを行なう。
- 第15回 - 醤油関係（キッコーマンの醤油瓶・全国のご当地醤油瓶・キッコーマンの卓上醤油瓶・「村上ショージのしょうゆうこと」の瓶・醤油を入れる際のじょうご・醤油を製造する時に使用する樽・大正琴（TVショッピングで紹介されている））
- ○2008年に行なわれた「ひょうきん夢列島」にて、ショージのヒットギャグ「しょーゆーこと」をさんまが番組内で多用し、キッコーマンの醤油CMに起用されたことを受け、ショージのヒット商品の「醤油瓶」や醤油を楽器に見立て演奏。その際、14回公演で演奏し茶化したマイケル・ジャクソンが死去したので、「これは罰が当たった」という気持ちがあったようで、成仏のために、マイケルが参加した「We Are The World」を演奏。同時にひょうきん夢列島で誕生したBEGINの名曲「笑顔のまんま」を演奏した。
- 第16回 - トイレの便器、トイレの掃除用具、尿瓶。演奏曲は、植村花菜の「トイレの神様」とKARAの「ミスター」。
- 第17回 - 大工道具、槌、かなづち、スコップ等。演奏曲は、美輪明宏の「ヨイトマケの唄」

### コント
コントの内容は、ひょうきん族を思い出させるものが多く老若男女に受け入れやすいネタになっている。内容は年毎に異なるが、「あるあるネタ」や「ショージの一発ネタ」をまとめたもの、さんまが主導権を握る「大喜利コント」、そして最後に大きなコントが演じられる。最後のコントには観客を強制参加させることが多く、また、会場を訪れた芸能人を参加させる場合もある。

#### 定番
出演者によるテレビ等でお馴染みのネタも多く披露される。
松尾伴内
- 武田鉄矢のモノマネ
- 明石家電視台で披露されているネタ（「この服どこで買ったのか」等）
- さんまとの掛け合い

ジミー大西
- 往年の定番ギャグ（やってる!やってる!など）

村上ショージ
- 3段重ねギャグ
- R-1ぐらんぷりで披露した落選ネタ

### ハプニング
毎年、何かしらのハプニングが起こる。
第9回の大阪最終公演では、終演時間が23時を超えた。「23時以降はホールの駐車場が閉鎖される」という当時の規定により、車を出すことが出来なくなった。

#### 村上ショージ
- 公演のチラシに「村上ジョージ」と誤って記載され、かつ、後輩である松尾伴内の下位に記載されていた。ミスプリントに気付いたのが公演間近であったことと、さんまの「それでええ」の一言で、修正されずに配布された。（第8回）
- 大阪公演の直前にA型急性肝炎にかかってしまい、公演が延期された。（第18回）

#### 内山信二
- 昼の部で行われた「勝新太郎宅に家族全員が集り、彼の最期を看取る」というコントの際、長男役の内山信二が縁側を壊した。さんまはエンディングトークで「来年は絶対に痩せろ！」「次（夜の部）の開演まで1時間半の間にセット直さなあかん」とぼやき説教していた。（第13回）
- ゾンビのコントの際にスキップをしたら、巻いていた衣装が取れてパンツ一丁となった（意図したものか偶然かは不明）。（第14回）
- 幼稚園のコントのオープニングで、松尾と2人でセットのつなぎをするために歌いながら踊っていたのだが、なかなかセットが完成せず、その結果内山が息を切らしてしまい、「松尾さんお願いします」と完全に仕事を放棄する。（第15回）
- 同じく幼稚園のコントで、好きな花を言っている時に、松尾は「ひまわり！」と答えたのに、内山は「タンポン」と生理用品を叫び、観客・演者全員が爆笑するというハプニングを起こした。この結果、演者が完全にツボに入り、客もツボに入ったので、1分以上笑いが止まらなくなった。（第15回）

#### 観客
- 開演後に入場すると、さんまから注意を受ける。
- コント中、舞台にいるさんまに対して「終電に間に合わない」旨を告げ、途中退席。
- コント中にトイレへ向かい、それに気付いたさんまから注意を受ける（第14回）
- さんまが徒歩で会場に向かっている途中、オバチャン2人組が近付いてきて、「兄ちゃんもさんま観に行くんか？」と声をかけられる。舞台上でさんま曰く、「俺も帽子かぶっとったから、わからんのはしゃーない。けど、せめて「さんまさん」やろ！」（第14回・大阪公演）
- コント中、客席に中川家と小倉優子がいたことをさんまが告げると、観客は彼らを見ようと一斉に立ち始める。さんまは、「こっちを見んかい、主役は俺らや！」と叫んだ（その後事態は収拾した）。（第14回・大阪公演）
- 会場に芸能レポーターの井上公造とフリーアナウンサーの宮根誠司、そして、かつてのヤンタンメンバーの大津びわ子とその娘さんがいることを告げると、観客が一斉に立ち上がり、コントが本当に中断する。さんまは前年同様、「こっちを見んかい、主役は俺らや！」と叫んだ（その後事態は収拾した）。（第15回・大阪公演）
- 公演が長時間に及んだため、客席前列に座っていた年配の女性客が、コント中に薬を飲んでいた。（第17回・東京公演）

## 舞台を行う理由
- 昔はコント番組が多くなったが、ひょうきん族以降コント番組は衰退し、ここ最近はテレビでしかお笑いを披露出来ないので、せめてファンには生でコント（さんま流のお笑い）をお客様に見せてあげたいと思い、1992年から行なわれている。また、「直接お客様の反応を見たい」という芸人ならではの思いがある。
- 東京・大阪で6回ずつ公演を行うのは、1回や2回の舞台では、不完全な状態でお客に笑いを提供するかららしい。何回も重ねていくうちに、「こうやったほうが面白い」「これはカット」と思えるようになり、面白いコントが出来あがっていくとの考えであるという。また東京、大阪という順番は、大阪が完全なる本番だと考えているからである。
- 第14回のオープニングトークでさんまは、「あとやるとしても3回ぐらいだろう」と発言している。これは内山を除く出演者が全員が40代から50代であることも関係している。しかし、「（仕事量が少ない）村上と松尾にギャラを稼がせるには、この舞台を絶対にやめることができない」とも語っている。
- さんまの「せっかくお客が6000円を払って生で観に来てもらっているのに、それを撮影してからわざわざDVDにして販売したら舞台の意味がない」というポリシーにより、地上波や有料放送、DVD（ビデオ）等の二次的なメディアには映像を流さない。自分達のコントをDVDにして販売するのであれば、舞台の録画ではなく、新たに作ったものをロケやスタジオ等で収録するとしている（以前に1度だけ撮影しているが、その映像をDVDにする予定はないという）。
- また上記以外のことだけではなく、ネタの内容自体が、テレビで流したりDVDに出来ない内容になっている。（放送禁止用語や極度な下ネタ・ブラックかつ芸能界のタブーなネタ）特に、放送禁止用語叫ぶのはさんまで、たまに観客から「大丈夫か？」という声が聴こえてくる。

## 6000円という値段
お笑い界の大御所である明石家さんまを筆頭に、多方面で活躍するメンバーが出演し、かつ1回の公演が3時間以上に達するにもかかわらず、6000円というチケット代はあまりに安価ではないか? という（主にスタッフからの）声に対して、さんまは2008年のヤングタウンにて
- このコントライブを始めたとき、中学生や高校生の観客がいたため、それを考慮した。
- テレビでしか笑いを提供できていないメンバーからの、ファンに対するサービスとしてのコントであり、6000円という値段はファンへの還元である。

と発言している。
製作スタッフからは「出演者（各々が著名芸能人）やスタッフのギャラ、セット代（コントライブとしては凝ったセットを使用）を捻出するため値上げして欲しい」とお願いされているが、当のさんまは「ファンのために値上げは絶対にしない」として、赤字補填は個人事務所の軍資金でどうにか補っているという。
ただし、ある平日昼間の公演に裕福そうな年配の客が訪れ、事前予約でのみ取得可能な前方の席で大笑いする様子を見、また当初は学生だった人々も仕事をして稼いでいることから、近年では「値上げをしてもいいのでは?」と思っているという。

## その他
- グッズなどの販売は基本的に行われない。ただし、例外として2度グッズ販売が行われた。1度目は2004年の第11回公演において、これまでの10年間のライブを総括したパンフレットが販売されている。2度目は第15回公演にて村上が連続的に発した「しょうゆーこと瓶」を販売した。さんまは『ヤングタウン』にて、グッズを作らない理由を「ジャニーズやモー娘。のメンバーの写真（プロマイド）やキーホルダーやったらみんな買うけど、そのプロマイドや写真が村上ショージやったり、キーホルダーの写真が松尾伴内やったら、絶対に誰も買わんやろう」と語っている。
- 終演後のカーテンコールで、客席のファンが舞台上のさんまにプレゼントを渡すことが恒例化している。その時、さんまは必ずプレゼントを贈る客と握手を交わしている。しかし近年、それが定着化して、終演後にさんまにプレゼントを渡す客が増加しており、カーテンコールを早めに切り上げる場面も見られる。
- 第9回の題名「ちょっとそこのコメディアン 人生これからどうするの…」は、さんまが実際に前妻から言われた言葉であるとのこと。
- 第12回の題名「ネェ金曜日って何曜日？火曜かな？スペシャル」は、さんまと親交がある浅田美代子のさんまに対する「ねえ、金曜日って何曜日？」という質問をそのまま採用している。ちなみに、その質問に対してさんまが「火曜日ちゃいまっか」と冗談で答えると、浅田は「あっ、そうだった、そうだった」と納得したそうで、さすがのさんまも唖然としたという。
- 第13回「本当にあった怖くない話 そしたら普通の話やろスペシャル」では、「本当にあった怖くない話」という再現コントを行った（玉緒は不参加）。
- 第14回の題名「髪の毛染めたら加藤鷹に間違えられたSP」に関しては、2008年の正月に放送されたフジテレビの『さんタク』にて、さんまがイメージを変えるため茶髪にした（ただし染めたのは一部であり、すぐに黒へ戻した）際に間違えられたことが原因のようだ。
- 第15回の「流動食」はジミーちゃんの整形に関する内容である。ちなみに、公演後劇場の外で、「しょうゆうこと 醤油瓶」が発売された。
- 第16回の「あいつ」とはラサール石井のことである。ラサール石井が離婚したことをうけて、「まさかあいつまで」となった。しかし、震災の影響を受け、この話題はオープニングトークはほとんどカットされている。